# Josef Holeček

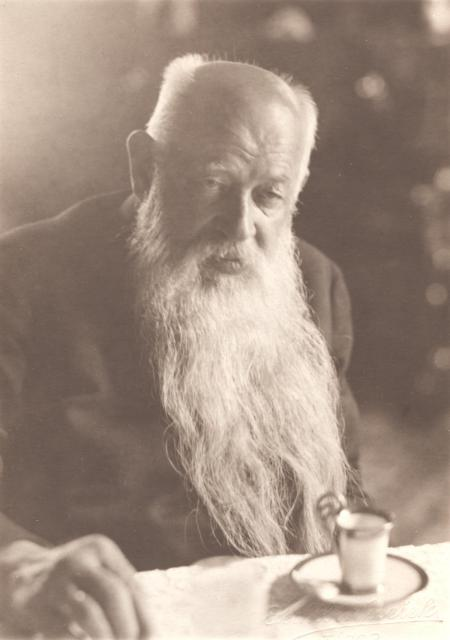
Josef Holeček (1909 oder 1910)

Josef Holeček (* 27. Februar 1853 in Stožice bei Vodňany; † 6. März 1929) war tschechischer regionaler Schriftsteller, Vertreter des Realismus und der Landprosa, Übersetzer und Journalist.
Nach seinem Studium in Písek, České Budějovice und Tábor arbeitete er in Zagreb als Erzieher. 1875 schrieb er als Kriegsberichterstatter für das Volksblatt (Národní listy). Als begeisterter Slawist besuchte er in den Folgejahren Russland, Kleinasien und Konstantinopel.

## Werke
Er war ein typischer Schriftsteller der ländlichen Literatur. Er beschrieb Bilder vollkommener Dörfer, in denen das Böse durch Liebe unter den Menschen bekämpft werden kann.
- Černá Hora
- Černá Hora v míru
- Za svobodu
- Junácké kresby černohorské
- Zájezd na Rus
- Ruskočeské kapitoly
- Podejme ruku Slovákům! – In diesem Buch versucht er die Streitigkeiten zwischen den böhmischen und slowakischen Kulturkreisen zu schlichten. Ein Versuch, der viele Nachahmer fand.
- Naši – 10-ti dílná kronika - (12 Bücher) veröffentlicht 1897 bis 1930. Er beschreibt darin das Dorfleben zu Beginn des 19. Jahrhunderts.
- Jak u nás lidé žijou a umírají – In diesem Werk beginnt er mit einem idyllischen Bild aus der Kindheit, welches im Laufe der Jahre verloren geht. Nicht nur in diesem Werk ist die Person Bauer für ihn das Symbol für Ehrlichkeit und des Guten, psychischer und physischer Stärke.
- Frantík a Bartoň – Erinnerungen an die Kindheit, an das Leben im Dorf.
- Tragédie Julia Grégra
- Pero

### Übersetzungen
- Lieder aus Herzegowina (Písně hercegovské)
- Serbisches Nationalepos (Srbská národní epika)
- Kalevala – finnisches Nationalepos

## Biographie
- E. Chalupný: Dílo Josefa Holečka. Prag 1926

Siehe auch: Liste tschechischer Schriftsteller